# Frédéric-Auguste Cazals
Pour les articles homonymes, voir Cazals.
Frédéric-Auguste Cazals (1865-1941) est un artiste peintre, dessinateur, graveur, illustrateur, écrivain et poète français.

## Biographie
Parisien, né 10 rue des Innocents, fils d'Augustine-Julie Schier, couturière, et de Jules-François Cazals, tailleur, Frédéric-Augustin est un artiste autodidacte qui, pour gagner sa vie, devient employé des Postes jusqu'en 1912. À cette époque, il vit 5 rue de Chevreuse dans le 6e arrondissement. Il a ensuite été percepteur à Dammartin-en-Serve jusqu'à l'âge de la retraite, vivant jusqu'à sa mort dans un pavillon au 11 rue du Joli-Point-de-Vue à Villemomble.
Cazals reste l'un des plus proches amis de Paul Verlaine, de 1886 à la mort du poète. Précieux témoin, il est connu pour avoir composé plus de 150 portraits du poète, souvent de simple esquisses prises sur le vif.
En avril 1888, il fonde la revue Le Paris littéraire, accueillant notamment Verlaine, Gustave Kahn, Paul Adam, Édouard Dubus, Louis Dumur,. Il entretient une correspondance avec Stéphane Mallarmé.
En 1890, il illustre Dédicaces publié à la Bibliothèque artistique et littéraire ; puis, en 1891, il illustre chez Léon Vanier, le recueil Mes hopitaux et en 1894, il produit une affiche pour la 7e exposition du Salon des Cent, sur laquelle, au premier plan, est dessiné Paul Verlaine, et, au deuxième plan, Jean Moréas : cette œuvre est reproduite dans la revue Les Maîtres de l'affiche (1895-1900).
À la mort de Verlaine, il hérite, entre autres, de l'unique exemplaire — à l'époque — du recueil Une saison en enfer d'Arthur Rimbaud publié à Bruxelles, qu'il revend par la suite au politicien collectionneur Louis Barthou pour la somme de 100 francs-or. En 1899 et 1903, il expose une série de dessins relatifs à Verlaine au salon de la Société nationale des beaux-arts.
Cazals collabora à de nombreux périodiques dont La Halle aux charges (1882-1885), Les Hommes d'aujourd'hui (1887), La Plume, Le Sagittaire (1900-1901), La Critique, Le Courrier français, Les Hommes du jour, Jugend, La Revue bleue.
Portraitiste d'Alfred Jarry en 1897, cette composition sert de frontispice au Moutardier du Pape publié en 1907.
En mai 1911, il épouse Émilie Crance, originaire de Montchanin ; Ernest Raynaud est témoin de mariage.
En 1923, il publie Les derniers jours de Paul Verlaine au Mercure de France.
En mai 1932, il adhère à la Société des gens de lettres.
Cazals meurt le 2 mars 1941, à l'hôpital Cochin (Paris).

## Ouvrages publiés et illustrés

### Comme écrivain
- Paul Verlaine, ses portraits, préface de J.-K. Huysmans ; lettres de Félicien Rops, Ernest Delahaye [et] H.-A. Cornuty, Bibliothèque de l'association, 1896.
- Le Jardin des ronces : poèmes et chansons du pays latin, préface de Rachilde, Éditions de la Plume, 1902 — rééd. avec avant-propos et notes de Serge Fauchereau, Somogy, 1995.
- [partition] La Fidèle Bergère, paroles de F.-A. Cazals, musique de Charles Ville, Delpiésente [1908].
- [partition] Pourquoi je t'aime !, paroles de F.-A. Cazals, musique de Charles Ville, Delpiésente [1908].
- Les Derniers Jours de Paul Verlaine, avec Gustave Le Rouge, préface de Maurice Barrès, Mercure de France, 1911 ; rééd. augmentée 1923 — reprint Slatkine, 1983.
- Léda, avec des dessins de l'auteur gravés sur bois par Gaspard Maillol, La Presse à bras, 1930

### Comme illustrateur
- Catulle Mendès, Les mères ennemies, E. Dentu, 1883.
- Paul Verlaine, Dédicaces, dessin gravé par Maurice Baud, Bibliothèque artistique et littéraire, 1890.
- Paul Verlaine, Mes hôpitaux, L. Vanier, 1891.
- Léon Maillard, La lutte idéale. Les soirs de la Plume, éd. Paul Sevin, 1892.
- Paul Verlaine, Odes en son honneur, L. Vanier, 1893.
- Paul Verlaine, Mes prisons, L. Vanier, 1893.
- Paul Verlaine, Épigrammes, frontispice, Bibliothèque artistique et littéraire, 1894.
- Laurent Tailhade, Iconographies de certains poëtes présents, Album n° 1, avec une préface de Stéphane Mallarmé, Bibliothèque de La Plume, 1894.
- Adolphe Retté, Paul Verlaine, vers posthumes inédits, [s.n.], 1896.
- Paul Verlaine, Confessions, La Plume, 1899.
- Alfred Jarry, Le Moutardier du Pape : opérette bouffe en 3 actes, avec des vignettes de Paul Ranson, Bussières, 1907.
- Jean Émile-Bayard, Le Quartier latin hier et aujourd'hui, préface de Gustave Rivet, croquis avec Georges Lorin, Le Roman nouveau / Jouve, 1924.

## Galerie

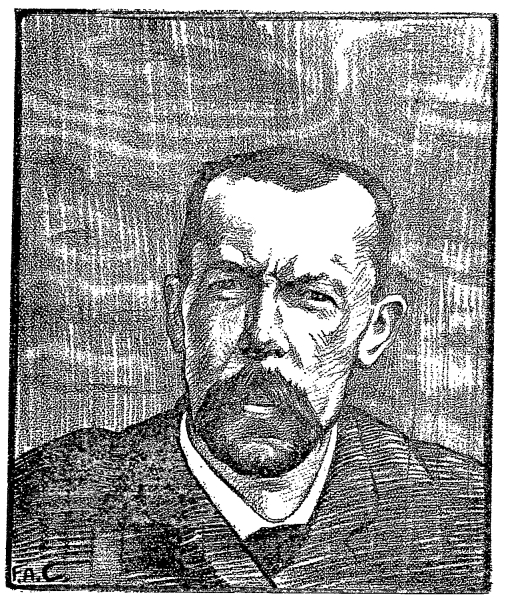
Portrait de Francis Poictevin
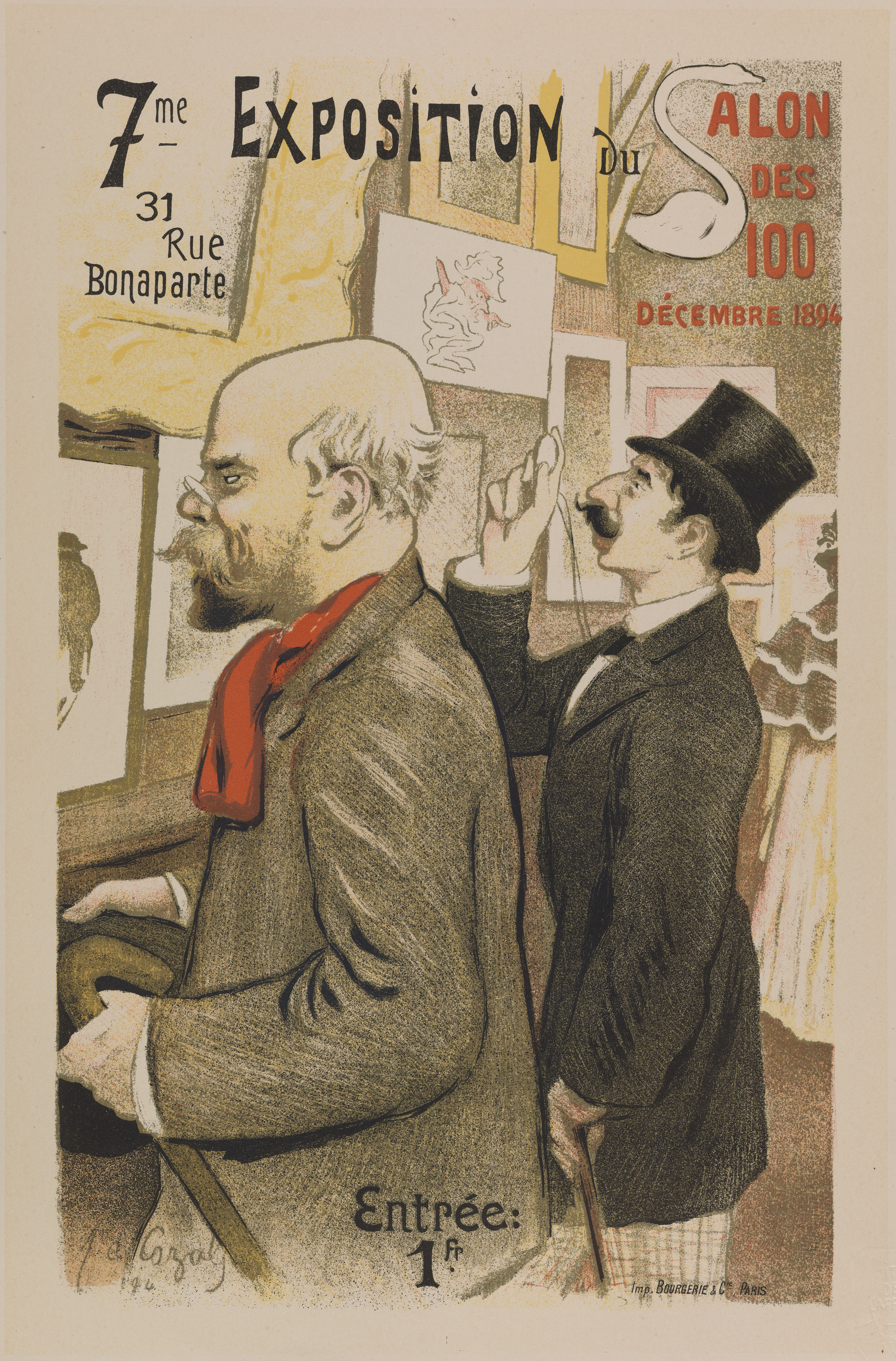
Affiche pour le Salon des Cent (1894)
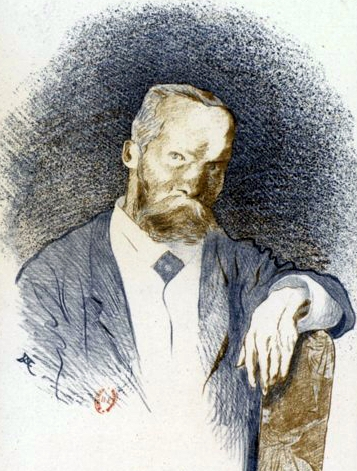
Portrait d'Émile Blémont (lithographie, 1895)